# FBI (Detective Conan)
L'FBI compare nella serie manga e anime Detective Conan, creata da Gōshō Aoyama.

## Membri principali

### Shuichi Akai
Doppiato in giapponese da Shūichi Ikeda, Yūki Kaji (da adolescente), e in italiano da Davide Garbolino (episodi 249-250), Luca Semeraro (episodio 278), Marcello Cortese (episodio 307), Diego Sabre (dall'episodio 308 al 310), Shūichi Ikeda (audio originale, solo alcune scene dell'episodio 310), Lorenzo Scattorin (dall'episodio 334 al 551), Ruggero Andreozzi (dall'episodio 614 in poi e nell'ed. home video di Episode One), Patrizio Prata (Episode One 1ª edizione).
Shuichi Akai (赤井 秀一?, Akai Shūichi) (32 anni) viene mostrato inizialmente come un misterioso uomo vestito di nero, portando i sospetti del lettore verso l'Organizzazione nera, ma si scoprirà essere un membro dell'FBI. È molto intelligente e, quando si trova a lavorare con Conan, i suoi ragionamenti sono alla pari di quelli del ragazzino. Possedeva una Chevrolet C1500 di colore nero, andata distrutta durante il caso della sua finta esecuzione. Successivamente è passato ad una Shelby Mustang rossa con strisce bianche. È abile come cecchino e chiama Gin «mio carissimo mortale nemico» (愛しい愛しい宿敵さん?, Itoshii itoshii koibito-san, letteralmente "Caro, caro signor nemico mortale", con una pronuncia insolita per "nemico mortale", che è koibito anziché shukuteki). Inizialmente porta i capelli lunghi, in seguito se li taglia, giustificando tale gesto con il fatto di volersi vendicare del suo "amore" (恋人さん?, koibito-san), riferito proprio a Gin con un gioco di parole perché si pronuncia come "signor nemico mortale" (宿敵さん?, koibito-san), secondo la pronuncia insolita di cui si è detto. È molto temuto dall'organizzazione perché è molto furbo e molto bravo a sparare. Vermouth dice che il boss teme che possa diventare il Silver Bullet, "Proiettile d'Argento", ovvero colui che probabilmente sarà capace di distruggere l'organizzazione.
Fa la sua prima comparsa durante il caso di un autobus dirottato (volume 29, file 3-5; episodi 230-231 dell'anime, 249-250 secondo la numerazione italiana): viene presentato come uno dei tre possibili complici dei criminali e, grazie all'aiuto di Conan, si capisce che non è lui la persona incriminata. Al termine del caso, contatta qualcuno via radio affermando che il suo obiettivo non si è fatto vedere, facendolo apparire piuttosto misterioso. Riappare poi spesso nei luoghi dove si trovano i personaggi principali, senza che si capiscano i suoi scopi. Conan lo riconosce vedendolo nel caso in cui appare per la prima volta James Black, ma non vede i due incontrarsi alla fine del caso, a bordo del pick-up di Akai: quest'ultimo parla a Black del suo "amore" (Koibito-san in giapponese) ed esplicita il desiderio di vendetta nei suoi confronti. Compare anche nel flashback ambientato a New York, quando Ran aveva perduto il fazzoletto datole da Sharon Vineyard e, mentre Shinichi lo stava cercando all'interno di un palazzo, lei lo incontra: le dice di andarsene da quel luogo perché in giro c'è un pericoloso serial killer: in quell'occasione, Ran scopre che è un agente dell'FBI, e in seguito lo dirà a Conan. Successivamente riappare nel caso della festa di Halloween, quando blocca Calvados rompendogli le gambe e rubandogli le armi e aiuta Jodie a salvarsi da Vermouth che le puntava una pistola. È proprio in quell'occasione che la stessa Vermouth afferma che il boss pensa che Akai, viste le sue grandi abilità, possa essere il Silver Bullet in grado di sconfiggere l'organizzazione. Vermouth crede invece che il Silver Bullet sia Conan, ma non è chiaro perché lei stia cercando una persona simile.
In seguito, dopo essere venuto a conoscenza della sua vera identità, Conan comincia a collaborare con lui, oltre che con Jodie, nella caccia all'organizzazione. Quest'ultima continua nel caso in cui compare per la prima volta Rena Mizunashi, dove l'FBI impedisce prima l'omicidio di un politico e poi quello di Kogoro Mori. Nell'occasione Akai ferisce Gin, suo nemico, ma soprattutto distrugge la ricetrasmittente tramite la quale l'organizzazione avrebbe potuto risalire a Conan. La lotta con gli uomini in nero prosegue nella saga Scontro tra rosso e nero. In questa sorta di miniserie, Akai attua insieme a Conan un piano per rimandare Rena Mizunashi nell'organizzazione come spia sia della CIA che dell'FBI. In questa parte della storia, si fida molto di Conan, pur non essendo a conoscenza della sua identità. Inoltre, nella saga si scopre il suo passato: ha militato nell'organizzazione come infiltrato, fingendo di chiamarsi Dai Moroboshi (諸星 大?, Moroboshi Dai) e con il nome in codice di Rye (ライ?, Rai, pronunciato erroneamente "Rie" nella versione italiana dell'anime), e si è avvicinato a uno dei membri chiamato Akemi Miyano. Inizialmente, lo scopo di questo avvicinamento era addentrarsi maggiormente e con meno sospetto nell'organizzazione per catturare il loro capo, ma col tempo Akemi ha cominciato a influire sempre di più nella vita di Akai fino a diventarne la fidanzata. La sua copertura fra gli uomini in nero però è stata svelata per sbaglio dal collega Andre Camel, così è stato costretto ad andarsene dall'organizzazione e rompere il rapporto con Akemi. Ed è proprio a causa di questo errore che la ragazza viene uccisa da Gin, dato che l'organizzazione temeva che potesse collaborare con l'FBI a causa del suo legame con Akai. Dalla morte della ragazza, Akai non può più fingere di essere un membro dell'organizzazione, ponendo fine alla sua intrusione. Da quel momento in poi continua a collaborare con l'FBI alla ricerca e alla distruzione dell'organizzazione, sapendo che la stessa cercherà in ogni modo di ucciderlo.
Per avere la certezza della nuova fedeltà di Rena Mizunashi all'organizzazione, la ragazza è obbligata a ucciderlo mentre Gin e Vodka guardano la scena mediante uno schermo la cui telecamera è posizionata sul collo di Rena. Dopo la morte, viene verificata la corrispondenza tra le impronte del cadavere e quelle sul cellulare di Conan, che era stato toccato da Akai, ed è confermato che corrispondono. Dopo la sua morte, Vermouth afferma che è sufficiente solo un Silver Bullet, riferendosi a Conan.
Dopo la sua morte, Akai riappare in un flashback che mostra i ricordi di Jodie, in cui veniamo a sapere che, poco prima che lui s'infiltrasse nell'organizzazione, i due avevano una relazione. Vodka e Shiho affermano che c'è una grande rivalità tra Akai e Bourbon; secondo Vodka, Bourbon odia Akai persino più di quanto lo odi Gin.
I dubbi sulla sua morte proseguono nel caso del Bell Tree Express: appare infatti un uomo molto somigliante ad Akai ma senza cicatrice (quindi diverso dall'uomo con la cicatrice che gli somiglia, che si è scoperto essere un travestimento di Tooru Amuro e Vermouth), che indossa gli stessi vestiti di Subaru Okiya e, avvolto dal fumo, lancia una bomba a mano per separare il vagone in cui si trova Sherry e non farla catturare dall'organizzazione. Poco dopo, Okiya mostra il suo occhio sinistro, che è uguale a quello di Akai. In questo caso si scopre anche che Masumi Sera è sua sorella, dato che chiama "Shu, fratello mio" l'uomo con la cicatrice, a cui dice che lo credeva morto. Sera rivela poi che è stato lui a insegnarle il Jeet Kune Do. Successivamente viene confermato che Akai è vivo ed è proprio Okiya: sia Amuro-Bourbon, che si trova a casa di Okiya per smascherarlo rivelandogli la propria deduzione, sia Jodie e Camel, recatisi sul luogo della presunta morte di Akai per indagare su di essa, arrivano a capire che il presunto cadavere di Akai era in realtà quello di Rikumichi Kusuda, che Akai aveva portato con sé prevedendo che Gin ordinasse a Rena Mizunashi di sparargli alla testa, essendo stato questo il metodo dell'uccisione di Pisco; Akai quindi fece finta di essere stato colpito da Rena facendo uscire finto sangue dal berretto grazie a un congegno inventato da Agasa, per poi fuggire salendo sull'auto della donna. Le impronte sul cellulare erano quelle di Kusuda, mentre Akai aveva applicato una sostanza sulle dita per non lasciare impronte. Jodie e Camel capiscono che Akai è Okiya perché entrambi usano l'espressione "la colpa è cinquanta a cinquanta" (Okiya l'aveva usata nel caso delle bombe al centro commerciale). La frase "Non avrei mai immaginato che arrivassi fino a questo punto", pronunciata da Akai sul momento del finto omicidio, è la prova che il piano era stato ideato da Conan: la frase originale era "Non avrei mai immaginato che arrivassi fino a questo punto...nel prevedere tutto"; infatti Akai non immaginò che il ragazzino aveva previsto tutto. James conosceva il piano perché si era accorto della sostanza sulle dita di Akai.
Subito dopo la scoperta della sua identità, Akai appare sull'auto di Jodie e Camel e spara alle gomme dei colleghi di Amuro che li stavano inseguendo per cercare di consegnarlo all'organizzazione e arrivare così al suo nucleo. Dopo aver rivelato di aver scoperto che Amuro è Rei Furuya a causa del soprannome "Zero" che quest'ultimo ha rivelato a Conan ("Rei" in giapponese significa "Zero"), consegna ai colleghi dello stesso Amuro la pistola con cui si era suicidato Kusuda e rivela a Jodie e Camel che anche Amuro e i suoi stanno combattendo l'organizzazione. Amuro gli comunica di non volerlo avere come nemico e di sentirsi in colpa per "lui". Akai torna a travestirsi da Okiya, secondo Conan perché deve proteggere una persona, e lo fa con l'aiuto di Yukiko Fujimine davanti a Jodie, Camel e Conan, riutilizzando anche un modulatore vocale a forma di girocollo inventato da Agasa. Akai e Jodie osservano mentre Yukiko chiama Conan "Shin" per sbaglio. Grazie a Yusaku Kudo, travestitosi da Okiya per rimanere in casa di quest'ultimo insieme ad Amuro mentre Akai si trovava sull'auto, Amuro se ne va convinto che Okiya non sia Akai, e fa credere a Vermouth che sia veramente morto. Akai conferma che Amuro provi del rancore nei suoi confronti e riceve da Rena Mizunashi il messaggio con il nome "Rum", di cui informa i colleghi.
In seguito si vede Akai travestito da Okiya che legge su internet la notizia della vittoria di un torneo di shōgi da parte di Shukichi Haneda. Akai riappare anche in un ricordo di Sera raccontato a Conan, Ran e Sonoko: quando la ragazza era alle medie e credeva che il fratello fosse in America, lo vide con una custodia per chitarra insieme a un uomo che suonava il basso elettrico ma nascondeva probabilmente nella custodia di questo strumento un oggetto più rigido, che Conan sospetta essere un fucile. Quest'uomo fu chiamato "Scotch" da una persona somigliante ad Amuro, che gli si avvicinò. Un pensiero di Amuro chiarisce poi il motivo della sua rivalità con Akai: quest'ultimo avrebbe ucciso Scotch, membro dell'organizzazione che in realtà era un agente della pubblica sicurezza giapponese sotto copertura, cosa di cui Sera non è al corrente. La verità sul suo ruolo nella morte di Scotch viene rivelata tramite diversi flashback durante un caso in cui compaiono sia Akai travestito da Okiya che Amuro: quest'ultimo trovò Akai davanti a Scotch morto, e Akai gli disse che Scotch era un infiltrato della pubblica sicurezza e che avendo colpito il suo cellulare non poteva scoprire la sua identità. Amuro credette quindi che Akai avesse costretto Scotch a suicidarsi, ma in realtà cercò di convincerlo a non farlo, rivelandogli di essere un infiltrato come lui, ma mentre si avvicinavano altri membri dell'organizzazione Scotch si sparò lo stesso per poter colpire il cellulare contenente informazioni.
Oltre a quelle su Scotch si scoprono altre informazioni sul passato di Akai e sulla sua famiglia: Sera afferma che è stato Shuichi a ispirarla per diventare una detective. Quando Conan e Agasa stanno per partire per la scena di un crimine di un omicidio che presenta somiglianze con quello di Koji Haneda, Akai travestito da Okiya entra in casa di Agasa con un pretesto e li segue. Dimostra poi di conoscere il caso di Koji Haneda e afferma che lo spinse a entrare nell'FBI; dice anche che suo padre si occupava del caso ma non era un agente dell'FBI. In questa occasione chiede a Conan di parlargli della sua vera natura, e Conan sospetta che sappia già tutto. Akai, come Conan, capisce che Haneda lasciò come messaggio in punto di morte le parole "Asaca" e "Rum". Chiede poi a Ran e Sonoko se hanno visto nei pressi di Sera una persona di nome Asaka, come la guardia del corpo che scomparve dopo la morte di Haneda, in grado di bloccare individui pericolosi e probabilmente sotto falso nome; segue le ragazze sul luogo delle prove di un cantante che sta per far uscire una canzone dal titolo "Asaca", scritto con la C come nel messaggio di Haneda, che si rivela poi non correlata. In seguito si scopre essere anche il fratello maggiore di Shukichi Haneda e che Mary Sera è la loro madre tornata bambina. Akai riappare successivamente in alcuni casi travestito sempre da Okya. Nel file 1012, Bourbon s'infiltra in casa di Shinichi per trovare informazioni su di lui sotto ordine di Rum, e viene affrontato da Akai senza travestimento, confermando così la sua identità ad Amuro. I due si puntano contro la pistola, fino a quando non vengono interrotti da Yusaku e Yukiko. Nel file 1060 partecipa con Yusaku e Yukiko al trucco per ingannare Conan e l'organizzazione, mentre nei file successivi (nei panni di Subaru Okiya e con l'aiuto di Conan) al piano per salvare Camel (nell'occasione spara con precisione da una distanza di 1200 metri, superando i 700 da cui aveva ferito Gin nel caso di Yasuteru Domon). Viene anche rivelato che, mentre sua sorella crede che Shuichi sia morto, Shukichi è ancora in contatto con Akai, sapendo quindi che il fratello maggiore è ancora vivo.
Un aspetto che non è stato chiarito è il suo rapporto con Ai Haibara: nel periodo in cui Conan non ha ancora scoperto la sua identità, Akai vede due volte Ai e commenta la prima volta con "impossibile" e l'altra con "gli somiglia molto". Dopo che ha ucciso Calvados e Ran ha impedito a Vermouth di uccidere Ai, lui afferma "Non posso ancora farmi vedere da quella ragazzina!". Ai non lo ha mai conosciuto nel presente e Conan non le dice nulla del suo rapporto con Akemi, ma vedendolo Ai s'inquieta molto, come quando riconosce un membro dell'organizzazione. In seguito, si vede Ai che pensa fra sé a "Dai Moroboshi": lo conosceva e sa che ha tradito l'organizzazione e che era fidanzato con sua sorella, ma non sa che si tratta di Akai. Non è chiaro se sapesse già che Moroboshi facesse parte dell'FBI, ma glielo dice Bourbon; lei sapeva invece che Bourbon e Akai si odiavano a vicenda. Quando Akai è travestito da Okiya, lo si vede pensare "devo mantenere la promessa fatta a lei" quando Ai gli chiede perché non la carica sulla sua macchina con la forza, mentre quando lei si accorge che Okiya non scopre mai il collo e prova a togliergli la sciarpa, lui la blocca dicendo "da qui in poi è territorio privato". Mentre Amuro sta usando di nascosto il computer di Kogoro per vedere la foto che mostra la donna che ha salvato i Detective Boys, cioè Shiho tornata adulta, Amuro si accorge che il computer sta subendo l'attacco di un hacker, e si vede Okiya in mezzo a tre computer. Okiya spia Ai anche sul Bell Tree Express, dove poi si presenta davanti a lei affermando che essendo "sua sorella" riesce a prevedere tutte le sue azioni, e proponendole di venire nella sua "area", ma lei fugge. Si vede poi Conan riflettere su una possibile parentela tra Akai e Ai, oltre che fra lui e Akemi Miyano, dopo aver notato la somiglianza fisica tra Ai e Mary Sera, che a sua volta è parente di Masumi Sera. Quando Akai, travestito da Okiya, segue Conan e Agasa sul luogo del delitto simile a quello di Koji Haneda, Ai si accorge che è entrato in casa di Agasa con un pretesto per seguirli, ma segue il suo consiglio senza obiezioni quando le dice di rimanere in casa; lui la affida segretamente alla protezione di Camel.
Il cognome di Shuichi Akai deriva dal soprannome del personaggio di Mobile Suit Gundam Char Aznable: "Char la Cometa Rossa" (赤い彗星のシャア?, Akai Suisei no Shaa). Infatti, akai significa "rosso", scritto però 赤い, con il solo primo kanji seguito da un hiragana, mentre nel cognome del personaggio dopo il primo ideogramma se ne trova un altro, 井. Il nome deriva da quello del doppiatore di Char Aznable, Shūichi Ikeda, che ha poi dato voce allo stesso Akai.
Appare sulla copertina del volume 37.

### Jodie Starling
Doppiata in giapponese da Miyuki Ichijō, Yumi Tōma (da bambina), e in italiano da Anna Maria Tulli (episodi 245-246), Renata Bertolas (episodi 249-250), Dania Cericola (dall'episodio 293 in poi, da bambina nell'episodio 374, e in Lupin Terzo vs Detective Conan), Miyuki Ichijō (audio originale, solo una frase dell'episodio 294), Jolanda Granato (da bambina nell'episodio 369), Ludovica De Caro (Episode One).
Jodie Starling (ジョディ・スタ－リング?, Jodi Sutāringu) (28 anni) opera sotto la copertura di un insegnante d'inglese amante dei videogiochi. Il nome è stato traslitterato erroneamente con Jody nella versione italiana del manga fino al volume 29 e di nuovo nel 41. Ha il grado di Special Agent. Appare sulla copertina del volume 42.
Compare per la prima volta nei file dal 7 al 9 del volume 27 (episodi 226-227 dell'anime, 245-246 secondo la numerazione italiana), dopo essere stata citata come nuova insegnante d'inglese senza dire il nome nel file 5 del volume 26 e nell'episodio 192 dell'anime, 207 della numerazione italiana. Si presenta come Jodie Saintemillion (ジョディ・サンテミリオン?, Jodi Santemirion), la nuova professoressa d'inglese di Ran e Sonoko. Inizialmente pare conoscere l'identità di Conan, sia per gli sguardi che rivolge al ragazzo, sia per come lo chiama la prima volta, "Cool Guy", che si scoprirà essere scritto sulle foto di Vermouth. In seguito, però, lo chiamerà "Cool Kid". Alla fine del primo caso in cui compare, informa qualcuno al telefono di aver trovato chi cercavano, chiamando quella persona "Rotten Apple", in inglese "mela marcia". Jodie è anche per questo uno dei personaggi più sospetti della serie e ogni capitolo che la vede coinvolta pare confermare questa idea. Conan pensa infatti che la professoressa d'inglese possa essere in realtà Vermouth e tenta di verificarlo aiutato da Heiji.
Tutti i dubbi vengono però dissipati nel volume 42, dove si scopre la sua vera identità. Jodie è infatti un'agente dell'FBI, in Giappone per dare la caccia a Vermouth, e il suo vero cognome è Starling. Quando Jodie era piccola, Vermouth venne a casa sua per uccidere suo padre, agente dell'FBI che aveva ottenuto informazioni su di lei. Dopo averlo eliminato, incontrò la piccola Jodie e le disse che suo padre stava dormendo e di aspettare con lui che si svegliasse, poi uscì e diede fuoco alla casa. Jodie si salvò perché era uscita per prendere un succo di frutta, così l'FBI le propose di entrare nel programma di protezione dei testimoni, ma lei lo rifiutò. Jodie diventò poi un'agente dell'FBI per seguire le orme paterne. Porta ancora gli occhiali del defunto padre. Nello stesso episodio ha un confronto con lei per riuscire a catturarla, ma ne esce sconfitta. Viene però soccorsa dal collega Shuichi Akai, che spezza le gambe a Calvados, il cecchino collega di Vermouth appostato dietro i container. Alla polizia giapponese e a Ran e Sonoko, che la vanno a trovare in ospedale, dice che è un membro dell'FBI che, dopo diversi fallimenti, ha deciso di ritirarsi temporaneamente e venire a insegnare in Giappone, evitando tutti i problemi relativi alla sua presenza non autorizzata nel paese.
Riappare nel caso della prima comparsa di Rena Mizunashi, dove, grazie all'aiuto di Conan, che aveva piazzato per sbaglio una spia sotto le scarpe di Rena, riesce a sventare l'omicidio di un politico da parte dell'organizzazione. Successivamente, l'organizzazione tenta di nuovo l'omicidio con modalità differenti e Jodie sta per arrestare Rena, quando quest'ultima ha un incidente e cade in coma. Così Rena viene portata via dall'FBI in attesa di un suo risveglio.
Nel volume 53 la vediamo discutere con Shuichi Akai e con James Black di Rena Mizunashi, ancora in coma. Riappare poi nel caso del risveglio di Rena Mizunashi, dove, insieme all'FBI, combatte l'organizzazione. Viene scelta per accompagnare Andre Camel a disfarsi di una bomba, ma lui s'impossessa del volante; scoperto che Camel non ha cattive intenzioni e l'aveva fatto soltanto per far esplodere la bomba in un luogo sicuro, si finge sua fidanzata per salvarlo da un'accusa di omicidio. La presunta morte del collega Shuichi Akai l'addolora moltissimo, e infatti veniamo poi a sapere che, poco prima che Shuichi s'infiltrasse nell'organizzazione, i due avevano una relazione, ed è probabile che Jodie lo ami ancora.
Ricompare nei casi in cui si vede l'uomo somigliante ad Akai: lo vede e comunica con lui, ma non lo dice agli altri agenti dell'FBI finché non lo scopre anche Camel. Nel secondo caso Jodie incontra anche Subaru Okiya, scontrandosi con lui mentre corre. Inoltre, compare nel caso di Abe-chan, in macchina con James, e pare non conoscere Masumi Sera, in quanto la scambia per un maschio quando la vede nella foto ricevuta da Camel, ma dice che le ricorda qualcuno. In seguito Conan organizza un incontro con lei per informarla che l'uomo somigliante ad Akai era in realtà Bourbon e chiedere all'FBI di capire il motivo per cui questi continua a lavorare al caffè Poirot. In quest'occasione un uomo, che afferma di essere stato preso in ostaggio insieme a Jodie durante la rapina in banca in cui era comparso per la prima volta l'uomo somigliante ad Akai, la informa di aver visto quest'ultimo due o tre giorni prima. Rimanendo confusa, Jodie nomina l'organizzazione davanti a questo testimone, che pare non conoscerla. Jodie poi riflette sul cellulare di Conan toccato da Akai, lasciando le impronte che erano state usate per identificare il suo presunto cadavere, ma Conan la interrompe. La moglie dell'uomo che afferma di aver visto il falso Akai, la quale afferma di essere stata presente anche lei durante la rapina in banca, prende un oggetto a Jodie facendo finta di caderle addosso: si scopre poi che il marito e la moglie erano rispettivamente Bourbon e Vermouth travestiti, e che l'oggetto era una microspia attaccata a Jodie da Bourbon, che afferma di aver scoperto un segreto. Jodie si chiede anche chi le aveva scritto il biglietto con "Scappa! Questa zona è pericolosa" ricevuto nel centro commerciale dove era comparso il falso Akai. Dopo aver scoperto che l'uomo e la donna mentivano, Conan informa Jodie che potrebbe trattarsi di membri dell'organizzazione.
Jodie riappare nel caso del tentato omicidio di un'amica, un'insegnante di scuola elementare di nome Natsuko Shibuya che le ha insegnato il giapponese. In questo caso Conan la informa che Amuro sta indagando su Rikumichi Kusuda e le chiede di non far trapelare la notizia che si è suicidato, ma lei e Camel cadono nella trappola di Amuro, che dopo essersi fatto assumere da Shibuya come detective e aver mandato un messaggio a Jodie con il cellulare dell'amica, in modo che le rispondesse con quello di Camel e che quindi un agente dell'FBI fosse convocato sulla scena del crimine perché trovato nel registro delle chiamate, convoca Jodie e Camel all'ospedale dove si trova Shibuya, facendo loro credere che le sue condizioni stiano peggiorando, per poi carpire informazioni a Camel travestendosi da Jodie, cosa di cui loro si accorgono troppo tardi. È qui che Jodie comincia ad avere dubbi sulla morte di Kusuda. Si reca quindi con Camel sul luogo della presunta morte di Akai e ricostruisce i fatti della sua finta morte, mentre lo fa anche Amuro in casa Kudo, davanti a Yusaku Kudo travestito da Okiya. Insieme a Camel capisce che Okiya è Akai perché entrambi usano l'espressione "la colpa è cinquanta a cinquanta": Okiya l'aveva usata dopo essersi scontrato con lei. Jodie rimane sull'auto guidata da Camel e inseguita dai colleghi di Amuro, sul cui sedile posteriore si rivela essere presente Akai. Quest'ultimo, dopo aver patteggiato con loro, informa Jodie e Camel che anche Amuro e gli altri agenti della polizia di pubblica sicurezza giapponese stanno combattendo l'organizzazione. Jodie assiste poi, insieme a Camel e Conan, mentre Akai si ritraveste da Okiya, e lui la informa che James è al corrente della messa in scena della sua morte, mentre a lei e Camel il tutto fu nascosto per evitare che l'organizzazione scoprisse qualcosa indagando su di loro. Dice anche a lei e a Camel che ha ricevuto da Rena Mizunashi il messaggio con il nome di Rum e che si tratta di un membro dell'organizzazione vicino al boss, chiedendo loro di informare anche James.
Il suo nome deriva dalla protagonista del film Il silenzio degli innocenti, Clarice Starling, e dal nome dell'attrice che la interpreta, Jodie Foster. Saintemillion, invece, è il nome di un vino rosso francese di Bordeaux, il Saint-Émilion. Inoltre, ricorda anche l'anagramma di eliminations, in inglese "eliminazioni".

### James Black
Doppiato in giapponese da Iemasa Kayumi (dall'episodio 258 al 783, in Lupin Terzo vs Detective Conan e nel film 18), Takaya Hashi (dal film 20 in poi, dall'episodio 1077 in poi), e in italiano da Claudio Parachinetto (episodi 277-278), Cesare Rasini (episodi 376-377), Antonio Paiola (dall'episodio 462 al 630), Maurizio Trombini (Lupin Terzo vs Detective Conan), Guido Rutta (episodi 702-703).
James Black (ジェイムズ・ブラック?, Jeimuzu Burakku) è il membro dell'FBI a capo della missione in Giappone e controlla l'operato di Shuichi Akai, Jodie Starling e Andre Camel. Come altri personaggi, è cosciente dell'eccezionalità del piccolo Conan, ma non ne conosce la vera identità. Nel primo episodio dell'anime in cui compare, viene disegnato con i capelli color biondo cenere. Nelle successive puntate, i capelli saranno invece grigi, in maniera fedele al fumetto. Appare sulla copertina del volume 57.
Compare per la prima volta nei file da 8 a 10 del volume 32 e negli episodi 258-259 dell'anime (277-278 secondo la numerazione italiana), durante un caso nel quale alcuni malviventi lo rapiscono, scambiandolo per un famoso magnate texano del quale è sosia. Grazie all'aiuto di Conan e dei Detective Boys riesce a sfuggire ai rapitori, che verranno poco dopo arrestati. Conclusasi la vicenda, Conan dice ad Ai di essere inquietato non tanto dal cognome Black, che potrebbe richiamare l'organizzazione degli uomini in nero, quanto dal nome James, il medesimo del professor Moriarty, arcinemico di Sherlock Holmes. James si sottrae all'interrogatorio della polizia grazie all'aiuto di Akai, che aveva assistito al rapimento con occhio vigile. Infine, i due uomini, a bordo del pick-up di Akai, hanno una breve discussione, in cui Akai menziona il suo "amore" (Koibito-san in giapponese) ed esplicita il desiderio di vendetta nei suoi confronti. Nel volume seguente, Conan cita nuovamente James durante una conversazione con Ai, ricordandosi che l'uomo è originario di Chicago, la città di Al Capone.
La sua seconda vera e propria comparsa avviene nel caso immediatamente successivo alle vicende narrate nel volume 42 in cui si scopre l'identità di Vermouth. Egli si trova al capezzale di Jodie, ricoverata in ospedale dopo lo scontro a fuoco con Vermouth e Calvados. Si scopre che è un importante agente direttivo dell'FBI, dislocato in Giappone col compito di coordinare l'operazione di cattura di Vermouth, alias Chris Vineyard. Inoltre, viene rivelato che in passato si occupò della sorte della piccola Jodie, dopo l'assassinio dei suoi genitori, insistendo affinché la bambina, contraria all'idea, entrasse nel programma di protezione dei testimoni.
Nei casi riguardanti Rena Mizunashi appare più frequentemente. Una prima volta collabora insieme a Jodie con Conan nello sventare l'assassinio di un uomo politico e di Kogoro Mori da parte dell'organizzazione. In quest'occasione, dopo la cattura di Rena Mizunashi, ne dispone il ricovero nell'Ospedale Centrale di Haido, dal momento che la donna è entrata in coma. Dopo una breve apparizione al fianco di Akai e Jodie, lo si ritrova coinvolto negli eventi che portano al recupero di Rena Mizunashi da parte dell'organizzazione e alla presunta morte di Akai. Per tutti i capitoli sovraintende le operazioni dell'FBI, dimostrando cieca fiducia in Akai, sebbene questo lo tenga all'oscuro del suo piano per non pregiudicarne la buona riuscita. Afferma esplicitamente che considera Akai la triumph card, l'asso nella manica dell'FBI. Tuttavia, dopo la presunta morte di questi, si trova a dover consolare Jodie, spiegandole come il sacrificio di Shuichi abbia consegnato alla loro parte un'arma vincente contro l'organizzazione.
Compare nuovamente nel volume 65, dove si reca con Jodie e Camel in un negozio di liquori. La sua successiva apparizione sarà, invece, nel caso di Abe-chan, in macchina con Jodie. Quest'ultima riceve una foto di Masumi Sera via cellulare da Camel. L'uomo, infatti, ha l'impressione di averla già vista da qualche parte, ma Jodie non pare riconoscerla. Quando, però, viene mostrata la foto a James, in presenza di Camel, lui riesce a capire a un primo sguardo che Sera è una ragazza, nonostante tutti la scambino frequentemente per un maschio. Questo fa supporre che James abbia qualche legame con lei o, quantomeno, la conosca. Camel è stupito dal fatto che James abbia capito subito che la persona della foto è una ragazza, ma l'uomo si giustifica rispondendo che i suoi occhi sono molto esperti dopo anni di duro lavoro.
James appare anche in un breve flashback nel caso in cui viene chiarita la messa in scena della propria morte da parte di Akai: quest'ultimo racconta infatti di come James si accorse della sostanza presente sulle due dita per non lasciare impronte sul cellulare di Conan, costringendolo a raccontargli tutto il piano.

### Andre Camel
Doppiato in giapponese da Kiyoyuki Yanada (dall'episodio 497 all'861, dal film 18 al 24 e in Zero's Tea Time), Kenji Nomura (dall'episodio 1072 in poi e film 26), e in italiano da Riccardo Lombardo (dall'episodio 544 al 551), Massimiliano Lotti (dall'episodio 614 al 632), Francesco Rizzi (episodi 702-703), Alessandro Conte (Zero's Tea Time).
Andre Camel (アンドレ・キャメル?, Andore Kyameru) (27/28 anni) è l'ultimo agente dell'FBI ad apparire, per la prima volta nel file 2 del volume 58 del manga e nella saga dello Scontro tra rosso e nero dell'anime (episodio 497 della numerazione originale, 544 della numerazione italiana). Ha il grado di Special Agent. È molto abile nella guida. Appare sulla copertina del volume 58.
Inizialmente si comporta in modo sospetto e parte in auto, insieme a Jodie, per far esplodere la prima bomba lasciata all'ospedale di Haido dall'organizzazione, ma riesce a far uscire lei dall'auto e a rubarle il volante, dirigendosi poi in un luogo che è lontano da quello previsto per far esplodere la bomba. In realtà l'aveva fatto per buttarla nel fiume, dato che ormai non avrebbero fatto in tempo a raggiungere l'altro luogo e sapendo anche che Jodie non sarebbe stata abile quanto lui nella guida. Dopo essersi liberato della bomba, viene scelto per trasportare Rena Mizunashi, essendo il migliore nella guida. In realtà aveva previsto, insieme ad Akai e Conan, il piano per riconsegnarla all'organizzazione come infiltrata sia per la CIA che per l'FBI. Deve quindi far svenire Jodie, che sospettando di lui aveva tentato d'impedirgli di svolgere questo compito: infatti, gli altri agenti non dovevano sapere del piano, altrimenti, ascoltando le loro comunicazioni, i membri dell'organizzazione avrebbero potuto capire che stavano recitando. Camel fa finta di essere stato tramortito da Rena, mentre in realtà continua a guidare e si butta fuori dall'auto prima che questa esploda a causa della bomba che stava trasportando, un'altra di quelle introdotte nell'ospedale. Gli uomini in nero credono così che sia morto. Alcuni giorni dopo, durante un caso di omicidio in un hotel, si ritrova a essere uno dei sospettati del caso stesso. Grazie all'aiuto di Conan e Jodie, che spiegano alla polizia giapponese la situazione, viene scartato dalla lista dei sospetti.
Due anni prima delle vicende narrate nel manga, fece involontariamente fallire l'infiltrazione di Akai nell'organizzazione: infatti, quando Akai stava per incontrare Gin, un anziano si era seduto nel luogo dove aspettava e Camel l'aveva allontanato, dicendogli che era pericoloso stare lì. L'anziano era in realtà Rum, il vice capo dell'organizzazione giunto all'incontro con Rye, e quindi Camel era uscito allo scoperto davanti a loro. Questo causa indirettamente la morte di Akemi Miyano per mano di Gin, dato che gli uomini in nero, scoprendo l'infiltrazione, scoprono anche che Akai cercava di ottenere informazioni tramite Akemi. Camel si è sentito molto in colpa per questo ed è sempre pronto a riscattarsi, portando a termine i nuovi incarichi a qualunque costo, anche quando per farlo deve non dire la verità ai colleghi.
Nel caso del grande magazzino di Beika, Camel vede allo specchio il sosia di Akai mentre si trova nel bagno. Inoltre, informa Jodie della presenza di un cecchino dell'organizzazione e di una Porsche 356A all'esterno dell'edificio.
Nel caso di Abe-Chan, Camel e Masumi Sera si ritrovano coinvolti assieme a Conan, Ran e Heiji in un caso all'interno di un ristorante. L'agente dell'FBI crede di aver già visto Sera da qualche parte. Per informare i suoi colleghi, spedisce loro una sua foto. Camel è stupito del fatto che James abbia capito che Sera è una ragazza: infatti, nonostante gli paresse di averla già vista, l'aveva scambiata per un maschio, così come Jodie.
Camel riappare nel caso del tentato omicidio dell'amica di Jodie. Viene convocato insieme a Jodie sul luogo del delitto, dove si trova anche Tooru Amuro, e lui appare arrabbiato, ma lei gli ricorda che non devono far capire ad Amuro che l'FBI sospetta di lui. Camel e Jodie cadono nella trappola di Amuro, che dopo essersi fatto assumere dall'amica di Jodie come detective e aver mandato un messaggio a Jodie con il cellulare dell'amica, in modo che le rispondesse con quello di Camel e che quindi un agente dell'FBI fosse convocato sulla scena del crimine perché trovato nel registro delle chiamate, convoca i due agenti all'ospedale dove si trova l'amica di Jodie, facendo loro credere che le sue condizioni stiano peggiorando, per poi carpire informazioni a Camel travestendosi da Jodie, cosa di cui loro si accorgono troppo tardi, quando Camel ha ormai parlato con la finta Jodie del suicidio di Rikumichi Kusuda. Si reca quindi con Jodie sul luogo della presunta morte di Akai e Jodie gli racconta la sua ricostruzione dei fatti della finta morte, mentre li ricostruisce anche Amuro in casa Kudo, davanti a Yusaku Kudo travestito da Okiya. Camel e Jodie capiscono insieme che Okiya è Akai perché entrambi usano l'espressione "la colpa è cinquanta a cinquanta": Okiya l'aveva usata dopo essersi scontrato con Jodie. Scoperta la verità, Camel si sente in colpa per aver fatto di nuovo fallire un piano di Akai rivelando involontariamente informazioni ad Amuro. Camel è alla guida dell'auto su cui lui e Jodie vengono inseguiti dai colleghi di Amuro e sul cui sedile posteriore si rivela essere presente Akai: grazie alla propria abilità nella guida, Camel riesce a fuggire e permette ad Akai di sparare alle gomme degli inseguitori. Akai, dopo aver patteggiato con loro, informa Camel e Jodie che anche Amuro e gli altri agenti della polizia di pubblica sicurezza giapponese stanno combattendo l'organizzazione. Camel assiste poi, insieme a Jodie e Conan, mentre Akai si ritraveste da Okiya, e lui lo informa che James è al corrente della messa in scena della sua morte, mentre a lui e Jodie il tutto fu nascosto per evitare che l'organizzazione scoprisse qualcosa indagando su di loro. Dice anche a lui e a Jodie che ha ricevuto da Rena Mizunashi il messaggio con il nome di Rum e che si tratta di un membro dell'organizzazione vicino al boss, chiedendo loro di informare anche James.
Una breve apparizione di Camel si ha nel caso in cui Akai, travestito da Okiya, segue Conan e Agasa sul luogo di un delitto che presenta somiglianze con quello di Koji Haneda: Camel è armato e Akai gli affida di nascosto la protezione di Ai, rimasta in casa di Agasa.

## Membri secondari
Questi agenti hanno sempre un ruolo marginale negli episodi in cui compaiono:
- Tim (ティム?, Timu) è un giovane agente con i capelli biondi. Compare nel file 3 del volume 49 (episodio speciale 425, 463 secondo la numerazione italiana), nel file 1 del volume 54 (episodio 464, 504 secondo la numerazione italiana), nel file 11 del volume 57 e nei file 3, 4, 6 e 8 del volume 58 (episodi 495, 497, 498, 499, 500 e 501; 542, 544, 545, 546, 547 e 548 secondo la numerazione italiana), nonché negli episodi 502 e 504 (549 e 551 secondo la numerazione italiana). Il nome viene rivelato solo nei titoli di coda dell'episodio 499. Insieme ad Akai, Jodie e James, appare anche in un'immagine con lo stemma dell'FBI della sigla iniziale Ai wa kurayami no naka de. È lui che involontariamente fa cadere in coma Kir durante un inseguimento con una Volvo S40 [TS] blu chiaro. Infatti, quando frena di colpo per non investire Toji Funemoto, un bambino corso in strada per riprendere il pallone da calcio, la giornalista, saltata abilmente con la moto sopra il tetto della sua auto per cercare di sfuggire ai suoi inseguitori, fa un volo e cade a terra.[81] Nel manga ha la barba incolta, ma non nell'anime. È doppiato in giapponese da Tōru Ōkawa.
- Bill (ビル?, Biru) è un giovane agente biondo e con gli occhiali. Nel manga compare solo nei file 10 e 11 del volume 57 e nei file 2, 3 e 8 del volume 58, mentre nell'anime negli episodi 495, 496, 497, 499, 500 e 501 (542, 543, 544, 546, 547 e 548 secondo la numerazione italiana). Il nome viene rivelato solo nei titoli di coda degli episodi 496, 497 e 500. Rena Mizunashi si sveglia dal coma mentre lui sta parlando con Jodie.[82] Dopo averlo fatto uscire dalla stanza con una scusa, Conan rientra e si accorge dalle pieghe sul letto che la paziente si è finalmente risvegliata. Lo fa quindi rientrare per essere sicuro che continui la sua recita ancora per un po'.[83] In seguito, nell'anime, Conan usa la sua voce per simulare un incontro e far uscire Akai dalla stanza di Kir, così da lasciare campo libero ad Eisuke.[84] È doppiato in giapponese da Takashi Nagasako.
- Jeff (ジェフ?, Jefu) è un giovane agente dai capelli biondi. Nel manga compare solo nel file 11 del volume 57, nei file 2, 3, 5 e 7 del volume 58 e nel file 1 del volume 59, mentre nell'anime negli episodi 497, 500 e 501 (544, 547 e 548 secondo la numerazione italiana). Il nome viene rivelato solo nei titoli di coda degli episodi 497 e 500. Akai lo manda a riposare, e gli dà il cambio notturno nel sorvegliare Rena Mizunashi, per poter iniziare l'astuto piano elaborato da Conan contro l'organizzazione.[85] È doppiato in giapponese da Biichi Satō.
- Meyer (マイヤー?, Maiyā) è un giovane agente. Compare solo nei file 3 e 5 del volume 58 (episodio 498, 545 secondo la numerazione italiana) e negli episodi 499 e 502 (546 e 549 secondo la numerazione italiana). Il suo aspetto nell'anime è piuttosto diverso da quello del manga: in quest'ultimo è chiaro di pelle, ha capelli e sopracciglia neri e le braccia pelose; nell'anime ha invece la pelle un po' scura e capelli e sopracciglia marrone chiaro, e le sue braccia non sono pelose. Sorveglia l'ingresso principale dell'ospedale centrale di Haido in vista di un probabile attacco da parte dell'organizzazione. È doppiato in giapponese da Tōru Furusawa.
- Hodges (ホッジス?, Hojjisu) è un giovane agente scuro di pelle nell'anime e non nel manga. Compare solo nel primo file del volume 58 (episodi 498 e 499, 545 e 546 secondo la numerazione italiana). Il nome viene rivelato solo nei titoli di coda dell'episodio 498. È doppiato in giapponese da Katsumi Toriumi.
- Ishida (石田?) è una giovane agente travestita da infermiera dell'ospedale centrale di Haido durante la caccia a Rikumichi Kusuda. Compare solo nei file 1-2 del volume 58 (episodio 497 dell'anime, 544 secondo la numerazione italiana) e nell'episodio 502 (549 secondo la numerazione italiana). Il cognome è riportato sulla targhetta da infermiera al petto, ma solo nell'anime. È doppiata in giapponese da Yuki Masuda.